# DeNA
DeNA Co., Ltd. (en japonés 株式会社ディー・エヌ・エー, Kabushiki gaisha DeNA) es una empresa japonesa especializada en videojuegos sociales, aplicaciones móviles y comercio electrónico.
Su sede central se encuentra en Tokio. Posee también oficinas en China, Singapur, Estados Unidos y Chile.

## Historia
La compañía fue fundada en 1999 por la empresaria Tomoko Namba. Al principio solo operaba en subastas electrónicas a través del portal Bidders (actual DeNA Shopping), para el que contó con el apoyo de Sony y otras empresas. Con el paso del tiempo DeNA se expandió a otros sectores como el comercio electrónico y el desarrollo de publicidad para móviles. Su mayor éxito vino con el lanzamiento en 2006 de la red social Mobage, especializada en videojuegos sociales y que ha llegado a contar con más de 30 millones de usuarios solo en Japón. Un año después comenzó a cotizar en la Bolsa de Tokio.
Es propietario desde 2011 de una franquicia de béisbol, los Yokohama BayStars de la Liga Japonesa Profesional.
En 2015, Nintendo adquirió una participación accionarial del 10%. Fruto de ese acuerdo, DeNA desarrollará videojuegos móviles basados en sus franquicias más exitosas.

## Juegos para móviles y otros productos
Nombre, fecha de lanzamiento
- Mobage - Mobile games platform

2010
- Kaitō Royale

2011
- Blood Brothers

2012
- Rage of Bahamut
- Marvel: War of Heroes
- HellFire: The Summoning

2013
- Transformers: Legends
- G.I. Joe Battleground
- Monster Match

2014
- Godus
- Super Battle Tactics
- Star Wars: Galactic Defense
- Hell Marys
- Cupcake Carnival
- Qube Kingdom
- Pirate Bash

2015
- Blood Brothers 2
- Transformers: Battle Tactics
- Military Masters
- Final Fantasy Record Keeper
- Marvel Mighty Heroes

2016
- Miitomo
- Deckstorm
- Super Mario Run

2017
- Fire Emblem Heroes
- Animal Crossing: Pocket Camp

2019
- Mario Kart Tour
- Pokémon Masters EX